# Blayre Turnbull
Blayre Turnbull (Stellarton, 15 de julho de 1993) é uma jogadora de hóquei no gelo canadense. Ela fez sua estreia com a equipe nacional de hóquei no gelo feminina do Canadá na Copa das Nações de 2014.
Em 2021, Turnbull jogou pelo Canadá no Campeonato Mundial Feminino de 2021 da IIHF e sofreu uma fratura na fíbula durante a celebração após ganhar a medalha de ouro. Nos Jogos Olímpicos de Inverno de 2018 em PyeongChang, conquistou a prata e, nos Jogos Olímpicos de Inverno de 2022, o ouro no torneio feminino.